# Esquer de solter
Esquer de solter (títol original: Bachelor Bait) és una pel·lícula de comèdia estatunidenca de 1934 dirigida per George Stevens i protagonitzada per Stuart Erwin. La pel·lícula (originalment titulada The Great American Harem) va ser el primer llargmetratge de Stevens per a RKO, i es va filmar del 30 d'abril al 18 de maig de 1934. Està doblada al català.

## Argument
William Watts un home de bon cor que, després de perdre la seva feina com a funcionari en una oficina de llicències de matrimoni, obre el seu propi negoci, Romance Inc., que es converteix en una agència matrimonial d'èxit. Quan posa la seva secretària amb un client adinerat s'adona just a temps que està realment enamorat d'ella.

## Repartiment
- Stuart Erwin com Mr. William Watts
- Rochelle Hudson com Cynthia Douglas
- Pert Kelton com Allie Summers
- Richard "Skeets" Gallagher com Bramwell Van Dusan
- Berton Churchill com "Big" Barney Nolan
- Grady Sutton com Don Beldon/Diker
- Clarence Wilson com Fiscal de districte Clement Craftsman
- Landers Stevens com Mr. Wells

## Anàlisi
Segons Marilyn Ann Moss, Esquer de solter "és una comèdia lleugera que toca breument la Depressió (quan s'esmenta que "tothom està sense feina en aquests dies") abans d'oferir al seu públic una sèrie de desventures de ritme pausat".
La pel·lícula va perdre 3.000 dòlars per a RKO Studios.